# Prisoner (álbum de The Jezabels)
Prisoner es el primer álbum de larga duración y lanzado por la banda de indie rock australiana The Jezabels. Fue lanzado el 16 de septiembre de 2011. Fue grabado en Sydney Attic Studios con el productor Lachlan Mitchell y mezclado por Peter Katis. Prisoner fue disco de news.com.au entretenimiento de la semana durante la semana de su lanzamiento.

## Lista de canciones
Todas las canciones escritas por Hayley Mary, Heather Shannon, Sam Lockwood, y Nik Kaloper

| N.º | Título            | Duración |  |
| 1.  | «Prisoner»        | 4:13     |  |
| 2.  | «Endless Summer»  | 4:12     |  |
| 3.  | «Long Highway»    | 6:02     |  |
| 4.  | «Trycolour»       | 5:14     |  |
| 5.  | «Rosebud»         | 4:16     |  |
| 6.  | «City Girl»       | 5:24     |  |
| 7.  | «Nobody Nowhere»  | 2:45     |  |
| 8.  | «Horsehead»       | 4:30     |  |
| 9.  | «Austerlitz»      | 3:04     |  |
| 10. | «Deep Wide Ocean» | 4:45     |  |
| 11. | «Peace of Mind»   | 4:01     |  |
| 12. | «Reprise»         | 0:57     |  |
| 13. | «Catch Me»        | 5:45     |  |

iTunes Bonus Tracks

| N.º | Título         | Duración |  |
| 14. | «Hurt Me»      | 5:48     |  |
| 15. | «Easy to Love» | 4:51     |  |

## Posicionamiento en listas
| Listas (2011)                            | Mejor posición |
| ---------------------------------------- | -------------- |
| Australia Australian Albums (ARIA)       | 2              |
| Alemania German Albums (Media Control)   | 67             |
| Suiza Swiss Albums (Schweizer Hitparade) | 87             |